# ألبرت بولسن
ألبرت بولسن هو ممثل إكوادوري، ولد في 13 ديسمبر 1925 بغواياكيل في الإكوادور، وتوفي في 25 أبريل 2004 بلوس أنجلوس في الولايات المتحدة.

## أعمال

### أفلام
- (1969) تشي!
- (1976) الرجل التالي

## وصلات خارجية
- ألبرت بولسن على موقع IMDb (الإنجليزية)
- ألبرت بولسن على موقع ألو سيني (الفرنسية)
- ألبرت بولسن على موقع أول موفي (الإنجليزية)
- ألبرت بولسن على موقع قاعدة بيانات برودواي على الإنترنت (الإنجليزية)
- ألبرت بولسن على موقع قاعدة بيانات الأفلام السويدية (السويدية)
- ألبرت بولسن على موقع قاعدة بيانات الفيلم (الإنجليزية)
- ألبرت بولسن على موقع كينوبويسك (الروسية)